# Danielle Browning
Danielle Browning, född 29 augusti 1981, är en friidrottare från Jamaica (sprinter).
Browning var både med i det lag som tog silver vid VM i Helsingfors och guld vid Samväldesspelen 2006 på 4 x 100 meter. 

## Personliga rekord
- 100 meter - 11,42
- 200 meter - 23,21